# Terra di Edith Ronne

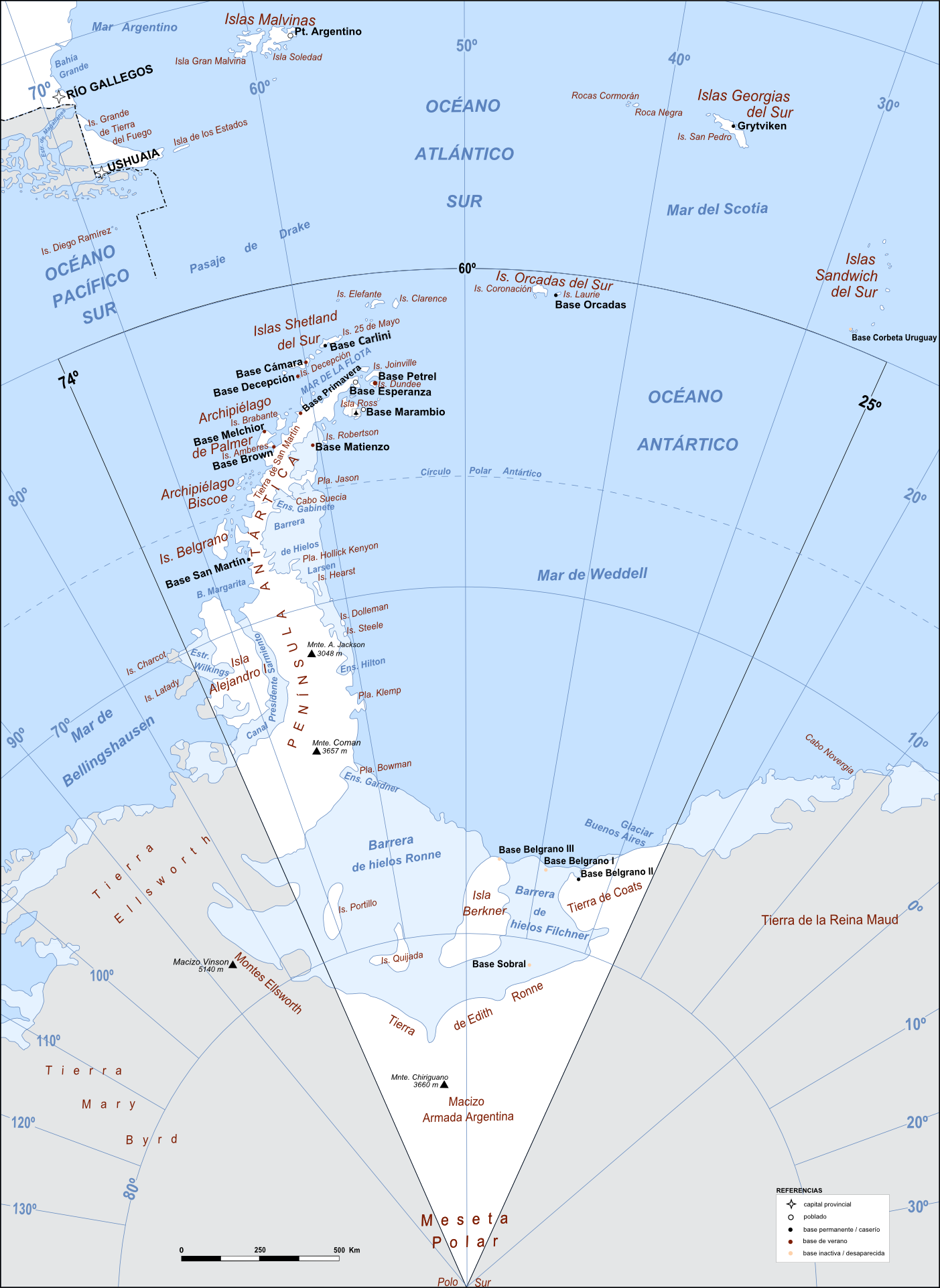
Mappa del Dipartimento dell'Antartide Argentina che mostra la posizione della Terra di Edith Ronne a sud della barriera di ghiaccio.

La Terra di Edith Ronne (centrata alle coordinate 78°30′S 61°00′W), è una regione dell'Antartide. È circondata a ovest dalla Terra di Palmer e dalla Terra di Ellsworth, a sud dalla Terra della Regina Elisabetta e a est dalla Terra di Coats (in particolare dalla costa di Luitpold). Tra le formazioni presenti in questa regione spiccano la piattaforma di ghiaccio Filchner-Ronne, che occupa l'intero fronte costiero della regione, e l'isola Berkner, la seconda isola più grande dell'Antartide.

## Storia
In origine il nome "Terra di Edith Ronne" fu dato da Finn Rønne, comandante statunitense della Spedizione antartica di ricerca Ronne (1947-48), alla terra che egli suppose si trovasse a sud della grande piattaforma glaciale che aveva scoperto a sud del mare di Weddell e che aveva battezzato "piattaforma di ghiaccio di Lassiter", in onore di sua moglie Edith, prima donna a prendere parte ad una spedizione antartica.
Quando nel 1957, in occasione dell'Anno Geofisico Internazionale, la Stazione Ellsworth fu dotata di strumenti più sofisticati, si scoprì che quelli che fino ad allora erano stati considerati rilievi della costa erano in realtà isole (nella fattispecie l'isola Berkner, l'isola Korff e l'isola Henry) e che quindi la piattaforma glaciale era molto più di quanto si fosse ritenuto fino ad allora. In conseguenza di ciò, nel 1968 il Comitato consultivo dei nomi antartici decise di scartare i nomi "piattaforma di ghiaccio Lassiter" e "Terra di Edith Ronne" e di chiamare "costa di Lassiter" una porzione della costa meridionale della Penisola Antartica ribattezzando la barriera di ghiaccio come "piattaforma di ghiaccio Ronne" in onore di entrambi i coniugi Ronne.
Tuttavia, poiché il toponimo era stato utilizzato per oltre un decennio, molti paesi continuarono ad utilizzarlo e ancora oggi molti paesi, tra cui il Cile e l'Argentina, che rivendicano il possesso di questa regione in quanto facente parte, secondo il Cile, del Territorio Cileno Antartico e, secondo l'Argentina, del Dipartimento dell'Antartide Argentina, identificano con il nome di "Terra di Edith Ronne" la regione tra la base della Penisola Antartica e l'estremo occidentale della Terra di Coats.
Il 18 dicembre 2012, il Foreign and Commonwealth Office inglese annunciò che, come parte della commemorazione del sessantesimo anniversario di regno della regina Elisabetta II, era stato deciso di chiamare Terra della Regina Elisabetta il territorio di 437.000 km² posto al vertice meridionale del Territorio Antartico Britannico, ossia del territorio antartico rivendicato dal Regno Unito, che fino ad allora non aveva avuto nessun nome e che coincide, nella sua parte settentrionale, con quella che, per altri paesi è la Terra di Edith Ronne.